# Lycia haasi
Lycia haasi är en fjärilsart som beskrevs av Harris. Lycia haasi ingår i släktet Lycia och familjen mätare. Inga underarter finns listade i Catalogue of Life.